# 尾張旭市立三郷小学校
尾張旭市立三郷小学校（おわりあさひしりつ さんごうしょうがっこう）は、愛知県尾張旭市瀬戸川町にある公立の小学校。

## 校区
校区は井田町、狩宿町、狩宿新町、瀬戸川町、東三郷町、三郷町（一部）、下井町（一部）、南原山町（一部）である。
公立中学校に進学する場合は尾張旭市立東中学校に進学する。
校名の三郷は、この地域（井田、狩宿、瀬戸川）を合わせて三郷と称することに由来する。

## 沿革
- 1982年（昭和57年）
  - 4月 - 尾張旭市立東栄小学校から分離し、開校。
  - 5月 - プールが完成する。
- 1994年（平成6年）2月 - 校舎を増築する。

## 校歌
- 谷口巌作詞／石井歓作曲

## 交通アクセス
- 名鉄瀬戸線三郷駅下車、徒歩約10分。

## 周辺施設
- 尾張旭市立東中学校
- 尾張旭市立東栄小学校
- 聖カピタニオ女子高等学校
- バロー瀬戸西店
- 三郷駅

## 著名な卒業生
- 谷口知広（DA PUMPのメンバー）
- 鎌田菜月（アイドル、SKE48チームEのメンバー）
- 髙橋宏斗（プロ野球選手）